# 小穴䳍
小穴䳍（学名：Crypturellus soui）是䳍科穴䳍屬的一种鸟类。

## 特征
小穴䳍体重约216.16克，翼长约127.5毫米，嘴峰长约24.2毫米，喙宽度约4.2毫米，喙厚度约3.9毫米，跗蹠长约36.4毫米，尾长约47.9毫米。小穴䳍在其分布区内为留鸟，其栖息在密集的高大的树木组成的森林中。食性为草食性。

## 亚种
- ：分布于墨西哥南部热带地区到伯利兹、洪都拉斯和尼加拉瓜东南地区。
- ：分布于哥斯达黎加和西巴拿马。
- ：分布于巴拿马西北部的湿润低地。
- ：分布于巴拿马的太平洋斜坡（贝拉瓜斯至运河区）。
- ：分布于巴拿马的太平洋和加勒比海山坡。
- ：分布于哥伦比亚和厄瓜多尔的太平洋坡地。
- ：分布于哥伦比亚中北部的马格达莱纳河谷。
- ：分布于哥伦比亚东北部和委内瑞拉极西北部。
- ：分布于哥伦比亚东部至圭亚那和巴西东北部。
- ：分布于哥伦比亚东南部（梅塔至卡克塔）。
- ：分布于委内瑞拉北部沿海地区（法尔孔至莫纳加斯）；特立尼达岛。
- ：分布于厄瓜多尔东部热带地区和秘鲁东北部。
- ：分布于秘鲁中部和东部以及玻利维亚北部。
- ：分布于巴西北部和东部。[4]